# USS Waupaca (AOG-46)
USS Waupaca (AOG-46) był amerykańskim tankowcem typu Mettawee z okresu II wojny światowej.
Stępkę jednostki, pod starym oznaczeniem MC hull 2072, położono 23 listopada 1944 w stoczni East Coast Shipyard Inc. w Bayonne (stan New Jersey). Zwodowano go 4 stycznia 1945, matką chrzestną była Muriel A. Porter. Jednostka weszła do służby 9 lutego 1945, pierwszym dowódcą został Lt. William G. Brown.

## Służba w czasie II wojny światowej
Po dziewiczym rejsie po wodach zatoki Chesapeake, który rozpoczął się 7 marca w Norfolk, okręt popłynął w kierunku Holenderskich Indii Wschodnich. Na Arubę zawinął 16 kwietnia i po pobraniu ładunku ropy i benzyny lotniczej wyruszył 17 kwietnia w dalszy rejs. Przeszedł przez Kanał Panamski 22 kwietnia płynąć do Kalifornii.

### Operacje na Pacyfiku
Po wyładunku w San Diego okręt przeszedł naprawę w suchym doku. Następnie przepłynął do Los Angeles. Wkrótce po dotarciu do tego portu pobrał ładunek ropy i smarów i wyszedł w rejs na Hawaje 22 maja. Do Pearl Harbor dotarł 7 czerwca.
Przydzielony do Service Squadron 8 "Waupaca" wyszedł w rejs do Wysp Marshalla 26 czerwca. Do Eniwetok dotarł 8 lipca i został przydzielony do Service Division (ServDiv) 102. Bazując w Eniwetok zbiornikowiec zaopatrywał wiele małych jednostek - głównie barek desantowych, ścigaczy i trałowców. Tego typu służbę pełnił od 8 lipca do końca działań wojennych.

### Spotkanie z miną pływającą
Po zakończeniu walk ServDiv 102 otrzymał rozkaz udania się do Zatoki Tokijskiej by zaopatrywać małe jednostki sił okupacyjnych. Załadowany ładunkiem ropy i smarów "Waupaca" wyszedł w rejs 7 września jako część Task Unit (TU) 30.9.21 i płynął w kierunku zatoki. W drodze wachtowi spostrzegli pływającą minę morską i powiadomili oficera dowodzącego (ang. Officer in Tactical Command (OTC)) z TU 30.9.21, który wysłał jednostkę patrolową w celu zbadania zagrożenia. PC-825 niedługo później zatopił minę ogniem artyleryjskim.

### Okres powojenny
Okręt zakotwiczył w pobliżu Yokosuka 21 września. 30 września został przesunięty w pobliże uszkodzonego japońskiego pancernika "Nagato", gdzie pełnił rolę stacji paliwowej. Zbiornikowiec pozostawał w rejonie Zatoki Tokijskiej do zimy. Do San Francisco wrócił 18 stycznia 1946.

## Wycofanie ze służby
"Waupaca" został wycofany ze służby 26 marca. Skreślono go z listy jednostek floty 1 maja. Do Maritime Commission został przekazany 1 lipca 1946. Zakupiony przez Standard-Vacuum Oil Co. z Nowego Jorku 14 listopada 1946 otrzymał nazwę "Mei Shan". Okręt pływał pod banderą amerykańską do momentu zakupu przez kanadyjską firmę Oriental Trade and Transport Co., Ltd. w 1948. Zmieniono wtedy nazwę jednostki na "Stanvac 312" a później "Stanvac Mei Foo". Służył pod banderą brytyjską do 1954, gdy zakupiła go filipińska filia Standard-Vacuum Oil Co z Manili i przemianowała go na "Stanvac Visayas II". W 1963 okręt został kupiony przez Mobil Oil z Filipin i zmieniono mu nazwę na "Mobil Visayas". W 1970 okręt został ponownie sprzedany i przemianowany: tym razem kupiła go Del Mar Carriers, Inc. i nazwała "Lapu-Lapu Carrier". Okręt nadal pływał pod banderą filipińską. Później nosił nazwy "Vira" i "Leap Dal" w 1975. Służył do 20 listopada 1977, gdy został sprzedany na złom.